# Higinio Uriarte

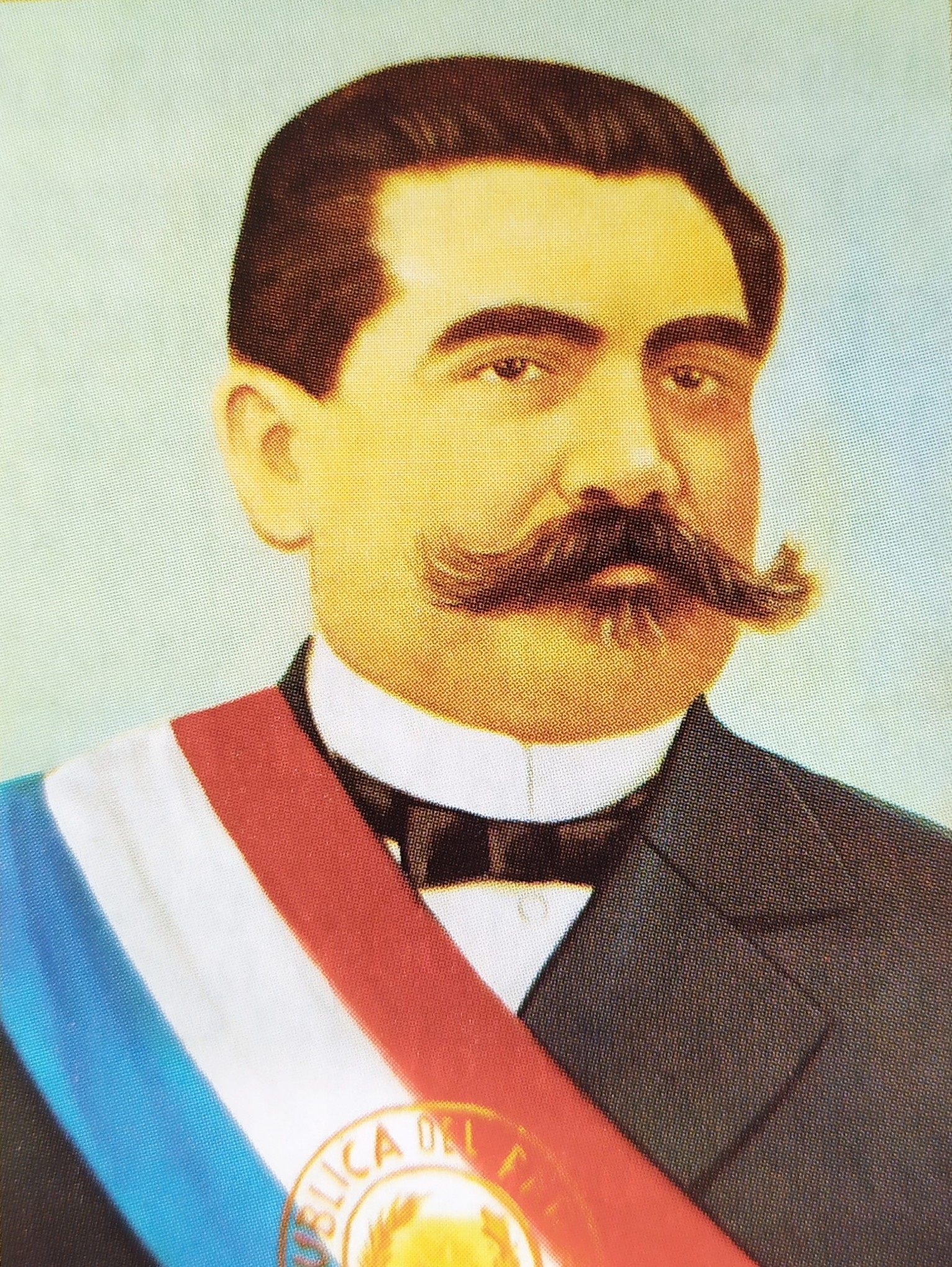
Higinio Uriarte

José Higinio Uriarte del Barrio (* 11. Januar 1843 in Asunción; † 21. April 1909 ebenda) war ein paraguayischer Politiker, der zwischen 1877 und 1878 Präsident von Paraguay war.

## Leben
Uriarte absolvierte ein Studium an der Universidad de Buenos Aires und nahm später zwischen 1865 und 1870 am Tripel-Allianz-Krieg teil, einem Kampf Paraguays gegen die verbündeten Staaten Argentinien, Brasilien und Uruguay, der mit der völligen Niederlage Paraguays endete und als der blutigste Konflikt in der lateinamerikanischen Geschichte gilt. Durch den Krieg verlor Paraguay den größten Teil seiner Bevölkerung (rund 384.000 von rund 500.000 Einwohnern). Außerdem annektierten die Sieger etwa 50 Prozent des paraguayischen Staatsgebietes und hielten das Land bis 1876 besetzt. Paraguay verlor damit seine wirtschaftliche Leistungsfähigkeit und seinen Wohlstand. Während der auf den Krieg folgenden Präsidentschaft von Cirilo Antonio Rivarola war er zunächst Mitglied des Senats (Cámara de Senadores) und anschließend Mitglied Abgeordnetenkammer (Cámara de Diputados), deren Präsident er zeitweilig war.
Am 25. November 1874 wurde Uriarte Vizepräsident und nach der Ermordung von Juan Bautista Gill bei einem Aufstand am 12. April 1877 kraft Amtes dessen Nachfolger als Präsident von Paraguay. Im Oktober 1877 gelang ihm die Niederschlagung eines Staatsstreichs unter der Führung des früheren Präsidenten Cirilo Antonio Rivarola. Während seiner Präsidentschaft kam es durch Vermittlung des US-Präsident Rutherford B. Hayes zu Verhandlungen zur Beilegung der Grenz- und Gebietsstreitigkeiten im Chaco, zu denen es nach dem Tripel-Allianz-Krieg gekommen war. Die Streitigkeiten mit Argentinien wurden zugunsten Paraguays entschieden, weshalb zu Ehren von Hayes das Departamento Presidente Hayes benannt wurde.
Seine Regierung musste sich der schwierigen wirtschaftlichen und sozialen Situation stellen, in der sich das Land nach dem Tripel-Allianz-Krieg befand. Während seiner Präsidentschaft wurde die Bank von Paraguay (Banco del Paraguay) gegründet und der Bau des Nationalkollegs von Asunción (Colegio Nacional de la Capital) wurde beendet. Allerdings kam es zu einem Massaker im Gefängnis, das mit dem Tod des früheren Präsidenten Facundo Machaín und anderen wichtigen politischen Gefangenen endete. Am 25. November 1878 trat er zurück und wurde vom früheren Außenminister Cándido Bareiro abgelöst.

## Weblink
- Eintrag in Biografías y Vidas